# Transkulturelle Pflege
Das Pflegemodell der Transkulturellen Pflege basiert auf der 1966 veröffentlichten Pflegetheorie von Madeleine Leininger. In ihrer Theorie Kulturelle Dimensionen menschlicher Pflege legt sie die Grundlage für das auch als Culture Care oder Interkulturelle Pflege bezeichnete Modell, das jeden Menschen, sowohl die Gepflegten wie auch die Pflegenden, als durch ihre Kultur sowie durch Werte und Normen ihres sozialen Umfeldes geprägte ganzheitliche Wesen sieht, die das Bedürfnis haben, entsprechend dieser Vorstellungen zu leben, zu interagieren und behandelt zu werden.

## Begriffsbestimmung
Zu Beginn der Betrachtung der Theorie von Leininger werden zum einheitlichen Verständnis einige Begrifflichkeiten geklärt. Leininger spricht in ihrer Theorie von Transcultural Nursing also von Transkultureller Pflege. Nach Leininger bezieht sich die Kultur auf „[...] erlernte, gemeinsam überlieferte Werte, Überzeugungen, Meinungen, Normen und Lebensweisen einer bestimmten Gruppe, die das Denken, Entscheidungen, Handlungen und strukturierte Wege leiten.“ Diesen Denkansatz entnimmt Leininger der Anthropologie. Nach Domenig stützt sich Leininger auf den klassischen Kulturbegriff, des Kulturkonzeptes von E.B. Tylor (1871), der Kultur als komplexes Ganzes begreift, das Wissen, die Glaubensvorstellungen der Menschen, Kunst, Moral, Gesetze, Bräuche und alle anderen Fähigkeiten und Eigenschaften, die man als Gesellschaftsmitglied erwirbt, einschließt.
Madeleine Leininger definiert Pflege als eine humanistische Kunst und Wissenschaft, die sich auf persönliches Pflegeverhalten konzentriert. Einen weiteren Fokus richtet sie auf die Funktionen und Prozesse, die auf die Förderung und Erhaltung des Gesundheitsverhaltens gerichtet sind oder auf die Genesung von Krankheiten, die physische, psychokulturelle und soziale Bedeutung für diejenigen haben, denen immer eine Pflegekraft hilft. Pflege (nursing) ist das dominante, spezifische und vereinheitlichende Merkmal der Krankenpflege.
Aus diesen Definitionen leitet sie eine weitere Definition, nämlich die der kulturspezifischen Fürsorge (cultural care) ab, die sich auf bekannte Werte und Meinungen beziehe, die den Menschen helfen bzw. sie in die Lage versetzen soll, das Wohlbefinden zu erhalten, indem sie die Lebensweise verbessere oder die Menschen befähige, mit Tod oder Behinderung fertigzuwerden.
Professionelle Pflegende, die Zielgruppe ihrer Forschungen, sind Menschen, die einen humanistisch ausgerichteten und wissenschaftlich fundierten Beruf ausüben (professionelle Pflege = nursing), dessen Kern die Fürsorge (care) sei.
Eine Fürsorge – im Sinne von helfender, unterstützender und fördernder Verhaltensweisen zugunsten anderer Menschen, die einer Verbesserung der Lebensbedingungen bedürfen – sollte den Bedürfnissen der Patienten entsprechen und dazu führen, gesunde Lebensbedingungen zu erhalten, schädliche Lebensweisen zu verbessern und mit Krankheit, Behinderung oder dem Sterben besser umgehen zu können. Diese Fürsorge bezeichnet Leininger als humanistische Fürsorge, die darin besteht, „[...] den Bedürfnissen der Patienten uneingeschränkt Aufmerksamkeit entgegenzubringen und ihre ethischen, moralischen und geistig-religiösen Vorstellungen sowie ihre psychophysischen Bedürfnisse zu berücksichtigen.“
Leininger hat unter dem Gesichtspunkt „Was ist Fürsorge?“ eine Liste erstellt, in der sie die Bedeutung des Begriffes Fürsorge aus der Sicht von Menschen aus 54 verschiedenen Kulturen zusammengetragen hat.
Gesundheit (health) beschreibt Leininger als einen „Zustand von Wohlbefinden [...], der kulturell definiert, bewertet und praktisch ausgelebt wird und der die Fähigkeit von Einzelpersonen (oder Gruppen) widerspiegelt, ihre alltäglichen rollenspezifischen Aktivitäten auf kulturspezifisch angemessene, positive und strukturierte Weise auszuführen.“
Madeleine Leininger definiert transkulturelle Pflege folgendermaßen: „Ein ausgewiesener Bereich des Studiums und der Praxis, der sich auf eine vergleichende, ganzheitliche Sicht der Kultur-, Pflege-, Gesundheits- und Krankheitsmuster von Menschen konzentriert; der Unterschiede und Ähnlichkeiten in ihren kulturellen Wertvorstellungen, Glaubenssätzen und Praktiken berücksichtigt; der das Ziel hat, Menschen verschiedensten kulturellen Hintergrunds kulturell kongruente, sensible und kompetente Krankenpflege angedeihen zu lassen.“

## Intention für die Entwicklung der Theorie
Bereits Mitte der 1940er Jahre wurde sich Madeleine Leininger der Notwendigkeit der kulturspezifischen Fürsorge bewusst. “What concerned me most was that the world was moving much more rapidly toward multiculturalism than the profession realized and nurses needed cultural knowledge and a theory to build nursing knowledge to guide nursing practices. However, it was not long before realized that a theory of Culture Care would have limited meaning and would be misunderstood unless there were nurses prepared in transcultural nursing.”
Das Ziel Leiningers war es, in allen Kulturen das Kulturspezifische zu erfassen, für dessen Erforschung sie die Methode der Ethnopflege (Ethnonursing, siehe Abschnitt Methoden) begründete. Kranksein in einem anderen Kulturkreis bedeutet oft ein Ausgeliefertsein an fremde Bezugspersonen, fremde Behandlungsformen und fremde Medizin. Diese Faktoren beeinflussen den Heilungs- und Genesungsprozess aber auch den Sterbeprozess im positiven als auch im negativen Sinn. Pflegende benötigen daher eine Fülle an Informationen bezüglich der die Pflege betreffenden Kulturspezifika. Jede Kultur prägt die menschliche Vorstellung von Körper und Geist, Krankheit und Gesundheit, Krankheitsdiagnose, Therapie und Krankheitsverarbeitung anders. Der kulturellen Prägung ist ein Kind bereits ab seiner Geburt ausgesetzt (vielleicht auch noch früher). Das selbstverständliche Übernehmen von zentralen Werten der Kultur verhilft dem Menschen zur Einbindung in die Gemeinschaft und gibt ihm Zugehörigkeitsgefühl und Selbstwert.

## Darstellung der Theorie

### Methoden
Im Gegensatz zu traditionellen Theorien in der Krankenpflege, die eine Theorie als eine Reihenfolge logisch aufeinander bezogenen Konzepte definiert, beschreibt Leininger ihre Theorien als einen systematischen und kreativen Weg, um etwas kennenzulernen oder auch um ein begrenzt oder vage bekanntes Phänomen zu erklären. Kulturspezifische Einflüsse auf den Patienten müssen berücksichtigt werden. Geschieht dies nicht in ausreichender Form, könnte es dazu kommen, dass die Pflegepraxis wenig wirksam ist, mit der Folge der Unzufriedenheit bezüglich der geleisteten Pflege.
Madeleine Leininger untersucht Pflege ethnowissenschaftlich, da ihrer Ansicht nach die Ethnowissenschaft eine der genauesten Methoden sei, die in der Anthropologie verwendet würde, um Pflegewissen zu entdecken. Der Schlüssel für die Erarbeitung und für den Aufbau erkenntnistheoretischer Grundlagen des Pflegewissens liegt nach Leininger im Einblick in das emische und das etische System der verschiedenen Kulturen.
Die Fürsorge (care) bildet den zentralen Kern der professionellen Pflege. Demnach ist Fürsorge die Voraussetzung für Wohlbefinden, Gesundheit, Heilung und für den Umgang mit dem Tod. Sie unterscheidet sich zwischen den verschiedenen Kulturen, jedoch sind auch Gemeinsamkeiten festzustellen. Leininger unterscheidet zwei Arten von Wissen über Fürsorge. Zum einen ist dies das generische (laienhaftes, volkstümliches) Wissen, zum anderen das professionelle Pflegewissen. Religion, Werte, Meinungen und Überzeugungen beeinflussen dabei die Methoden der Fürsorge. Die Berücksichtigung dieser Einflüsse auf Fürsorge – aus Sicht der Pflegenden, aber auch aus Sicht der Patienten – ist nötig für eine kulturkongruente professionelle Pflege.

### Grundannahmen
Leininger definiert transkulturelle Pflege als „[…] einen Hauptbereich der Krankenpflege, der sich auf vergleichende Studien und Analysen verschiedener Kulturen und Subkulturen in der Welt im Hinblick auf ihr Pflegeverhalten, Pflege, Gesundheit-Krankheitswerte, Meinungen und Verhaltensmuster konzentriert, mit dem Ziel, ein wissenschaftliches und humanistisches Gesamtwissen zu entwickeln, um kulturspezifische und für die Kultur einzigartige Pflegepraktiken zu schaffen.“
Leininger entwickelte die Theorie auf der Basis kulturanthropologischer Grundannahmen und ethnographischer Methoden. Die wichtigsten dieser Grundannahmen sind:
1. Menschliche Pflege ist ein universelles Phänomen, aber die Begriffe, Prozesse, strukturelle Formen und Pflegemuster sind in den Kulturen verschieden.
2. Pflegehandlungen und Prozesse sind für die Geburt des Menschen, seine Entwicklung, Wachstum, Überleben und einen friedlichen Tod wesentlich.
3. Betreuung ist die Essenz der Pflege und die charakteristische, dominante und vereinheitlichende Natur der Pflege.
4. Pflege hat eine biophysikalische, kulturelle, psychologische, soziale und ökologische Dimension, und das Konzept der Kultur bietet die umfassendsten Möglichkeiten, um die Pflege kennenzulernen und zu verstehen.
5. Pflege ist ein transkulturelles Phänomen, da die Pflegekräfte mit den Klienten, dem Personal und anderen Gruppen interagieren, und es erforderlich sei, dass die Pflegenden interkulturelle Faktoren der Pflegenden-Klienten-Beziehung und des Systems zu erkennen und anzuwenden.
6. Pflegeverhalten, Ziele und Funktionen der Kulturen sind unterschiedlich, da soziale Strukturen, Weltanschauung und kulturelle Werte sich in verschiedenen Kulturen unterscheiden.
7. Selbsthilfehandlungen unterscheiden sich in verschiedenen Kulturen.
8. Die Identifikation von universellen und nicht-universellen ethnischen und professionellen Pflegeverhaltensweisen, Meinungen und Handlungen ist wichtig, um die epistemologische und ontologische Grundlage des Pflegewissens zu entdecken.
9. Pflege ist größtenteils kulturell abgeleitet und erfordert begründetes Wissen und Fähigkeiten, um die Pflegetätigkeiten zufriedenstellend und wirksam auszuführen.
10. Es gibt keine Heilung ohne Pflege, aber Pflege ohne Heilung.

## Das Sunrise-Modell
Das Modell dient als Instrument, die oben erwähnten Kulturspezifika zu ergründen und Zusammenhänge, die auf die Genesung, Heilung oder den Verlauf des Sterbens starken Einfluss nehmen zu verstehen. Leininger hat das Sunrise-Modell im Laufe von 30 Jahren entwickelt und immer wieder an ihre neuen wissenschaftlichen Erkenntnisse angepasst.

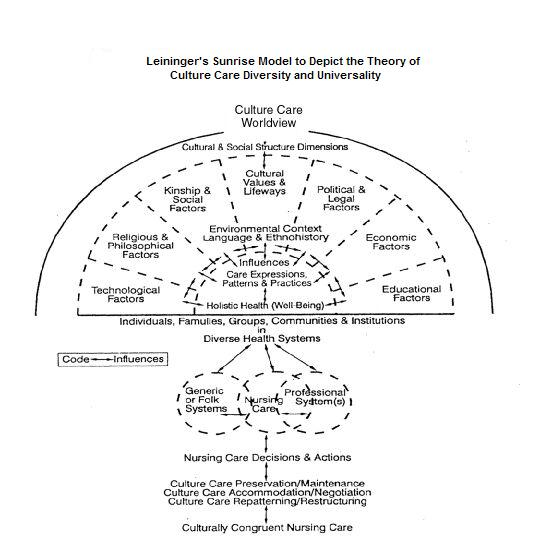
Sunrise-Modell – Gesamtüberblick über die verschiedenen Dimensionen kultureller Pflege

Das Sunrise-Modell ermöglicht einen Gesamtüberblick über die verschiedenen, eng zusammenhängenden Dimensionen kultureller Pflege, die aber nicht isoliert betrachtet werden dürfen. Das Modell umfasst die mit menschlicher Fürsorge in Verbindung stehenden Faktoren. Der wichtigste Aspekt besteht hierbei darin, die kulturelle Welt mit seinen unterschiedlichen Lebensäußerungen und Einflüssen auf die menschlichen Lebensbedingungen zu verstehen. Des Weiteren bietet es die Möglichkeit, von verschiedenen Ausgangspunkten aus die menschliche Fürsorge zu erforschen. So kann bei der Erforschung kulturspezifischer Umstände mit der Dimension Welt- und Wirklichkeitsverständnis begonnen werden, um sich dann zum unteren Teil des Sunrise-Modells vorzuarbeiten. Ebenso ist es aber auch möglich mit der Untersuchung der Ebene der professionellen Pflege zu beginnen, um dann das vorliegende Welt- und Wirklichkeitsverständnis oder die kulturspezifischen und soziostrukturellen Dimensionen zu erkunden.
Im Sunrise-Modell werden also unterschiedliche Faktoren berücksichtigt, die auf das Sorgemuster, auf Krankheit und Pflege Einfluss haben, aber auch, ob und welche Verbindung diese Faktoren untereinander und aufeinander haben.
Diese Faktoren sind, noch einmal zusammengefasst:
- technologische Umstände,
- religiöse und philosophische Einflüsse,
- verwandtschaftliche und soziale Faktoren,
- politische und gesetzliche Gegebenheiten,
- wirtschaftliche Verhältnisse,
- bildungsbedingte Faktoren und
- kulturelle Werte und Lebensweisen.

## Anwendung der Theorie in der Praxis
Leininger schafft mit ihrer Theorie ein verallgemeinertes, abstraktes und zugleich praktisch anwendbares Wissen, das in die Pflegepraxis umgesetzt werden kann. Dieses Wissen soll dabei der generischen (laienhaften) und der professionellen Gesundheitspflege dienen. Die Kenntnis um den Unterschied der generischen und der professionellen Pflege ist von großer Bedeutung im Hinblick auf die Vermeidung von Gesundheitsrisiken, kulturell bedingter Konflikte und der Vorbeugung kultureller Zwänge, die umfassende Pflege beeinträchtigen können. Hierbei betont Leininger, dass die generische Fürsorge nach und nach in eine professionelle Form übergehen kann und dort in der Praxis auf Verständnis und Respekt stoßen wird. Der Respekt in der Praxis äußert sich darin, dass die laienhaften Pflegehandlungen kritisch überprüft und (sollten sie dieser Prüfung standhalten) von professionellen Pflegenden angewendet werden. Für die Entscheidung und Durchführung der Pflege benennt Leininger drei Modi: Die Erhaltungs- oder Bewahrungsfunktion kulturspezifischer Fürsorge, die Anpassungs- und Verständigungsfunktion kulturspezifischer Fürsorge und die Umstrukturierungs- oder Musteränderungsfunktion kulturspezifischer Fürsorge. Die mit der Theorie erarbeiteten Erkenntnisse kulturspezifischer Fürsorge müssen also in einem angemessenen Rahmen in die Praxis umgesetzt werden. Konkret könnte dies bedeuten, dass Patienten eine kulturspezifische Ernährung als Ergänzung zur üblichen Klinikkost erhalten oder aber ihren religiösen Bedürfnissen – evtl. auch entgegen üblichen Abläufen in der Einrichtung – nachgehen können. Von großer Wichtigkeit ist dabei die Einbeziehung der Angehörigen/Bezugspersonen des Patienten, da es sicher auch zu Einschnitten im Leben des Patienten kommen kann, die auch die Zeit nach dem Aufenthalt in der Klinik bestimmen werden.
Habermann betont in diesem Zusammenhang, dass die Entwicklung inter- und transkultureller Kompetenzen unabdingbar ist für die Umsetzung der Theorie in die Praxis sei. Diese zu entwickelnden Kompetenzen sind im Einzelnen:
Einstellungen und Persönlichkeitsmerkmale
- Motivation und Interesse an interkulturellem Kontakt
- Unvoreingenommenheit; Verzicht auf negative Bewertungen
- Positive Einstellung zu einer fremden Kultur; Fähigkeit, kulturelle Unterschiede zu akzeptieren
- Höflichkeit, Freundlichkeit, Diplomatie
- Geduld und Toleranz

Wissen und Kenntnisse
- Allgemeines Wissen und Bewusstsein für kulturelle Unterschiede
- Kenntnisse über Eigenheiten einer fremden Kultur (Werte, Normen, Konventionen)
- Kenntnis der Kommunikations- und Interaktionsregeln der Kultur

Kommunikationsfähigkeit
- Beherrschung von Strategien zur Vermeidung und Klärung von Missverständnissen
- Fähigkeit, bedeutungsvolle Dialoge mit Mitgliedern einer anderen Kultur in Gang zu setzen und aufrechtzuerhalten

Selbstdarstellung und Interaktionsmanagement
- Fähigkeit des Aushandelns von für beide Seiten akzeptierbaren Identitäten
- Bereitschaft fremdkulturelle Perspektiven und Rollen einzunehmen
- Empathiefähigkeit

## Kritik
Wegen der Vielfältigkeit der Konzepte der transkulturellen Pflegetheorie und ihrer hohen Komplexität ist die Theorie sicher nicht leicht verständlich. Nach Marriner-Tomey kann die Theorie nur mit einem hohen Maß an anthropologischem und transkulturellem Pflegewissen vollständig und genau von Krankenpflegeforschern angewandt werden.
Andere Autoren bemängeln, dass die Theorie die Reflexion des eigenen Standpunktes zu Gunsten des Blickes auf die Kultur versäume, wodurch der Blick auf die eigene Kultur verhindert würde. Eine solche Herangehensweise führe zur Abgrenzung der Kulturen untereinander. Zwar habe Leininger später ein Akkulturationsraster entwickelt, um intrakulturelle Variationen miteinzubeziehen, aber auch dieses Raster führe letztendlich zu Stereotypien. Habermann bemängelt, dass interkulturelle Pflegeprobleme nur unzureichend abgebildet und komplexe Wirklichkeiten auf einfache Wirklichkeiten reduziert würden, mit der Folge, dass Stereotypisierungen Vorschub geleistet würde. Insgesamt bezeichnet Habermann das Modell von Leininger also als zu starr. Schnepp kritisiert, es würde versäumt, auf gesellschaftliche Kategorien wie Geschlecht und Schichtzugehörigkeit einzugehen, und es käme, durch die Kulturalisierung von eigentlich alltäglichen Phänomenen, zu einer unnötigen Problematisierung dieser Phänomene. Nach Uzarewicz und Piechotta würden professionelle Fürsorgepraktiken zwar als Einflussfaktoren auf die kulturspezifische Fürsorge genannt, „[…] ihre strukturelle Beziehung zueinander innerhalb des Gesellschaftssystems […]“ würde jedoch nicht theoretisch aufgearbeitet, was sich letztendlich negativ auf die Anwendbarkeit in der Praxis auswirke.

### Leininger
- Nursing and Anthropology. Two Worlds to Blend, New York, 1970.
- Transcultural Nursing. Concepts, Theories and  Practices, New York, 1978.
- Culture care diversity and Universality. A theory of nursing. National League for Nursing Press, New York 1991, ISBN 0-88737-519-7.
- Kulturelle Dimensionen menschlicher Pflege, Lambertus-Verlag Freiburg/B. 1998, ISBN 3-7841-0823-7.
- mit Susanna Alban und Cheryl L. Reynolds: Multikulturelle Pflege, Urban und Fischer, München Jena 2000, ISBN 3-437-26360-9.

### Andere Autoren
- Dagmar Domenig: Die Vermittlung der transkulturellen Pflege im klinischen Kontext: Eine Gratwanderung. In: Pflege 1999, Heft 12, S. 362–366.
- Monika Habermann: Aspekte einer interkulturellen Organisationsentwicklung. In: Pflegemanagement. 7. Jg. (1999), Heft 2
- Monika Habermann: "Viel Schmerz" oder das "Mamma Mia Syndrom". Überlegungen zum Kulturkonflikt in der klinischen Betreuung ausländischer Patienten. In: Pflege. 1992 Heft 5, S. 34–40
- Wilfried Schnepp: Zum Zusammenhang von Kultur und pflegekundiger Ausbildung. In: PflegePädagogik 7 (1997) H 5, S. 16–32
- Dagmar Domenig (Hrsg.): Transkulturelle Kompetenz. Handbuch für Pflege-, Gesundheits- und Sozialberufe. Hans Huber Verlag, Bern 2007.
- Dagmar Domenig: Migration, Drogen, transkulturelle Kompetenz. Hans Huber Verlag, Bern 2001.
- Jens Friebe und Michaela Zalucki (Hrsg.): Interkulturelle Bildung in der Pflege. Bertelsmann, Bielefeld 2003, ISBN 3-7639-1886-8.[6]
- Monika Habermann: Interkulturelles Management in der Altenpflege. Eine Einführung. Deutsches Institut für Erwachsenenbildung, Bonn (o. J.).
- Ann Marriner-Tomey: Pflegetheoretikerinnen und ihre Werke. Recom Verlag, Basel 1992, ISBN 3-315-00082-4
- Charlotte Uzarewicz u. a. (Hrsg.): Transkulturelle Pflege, Curara Sonderband 10, Verlag für Wissenschaft und Bildung Berlin 1997, ISBN 3-86135-564-7.